# 福海县
福海县（羅馬化：Bwrıltoğay awdanı）是中华人民共和国新疆维吾尔自治区阿勒泰地区下辖的县，面积32442平方千米。

## 历史
福海县县境始设治于清代，原以乌伦古河为界分属伊犁将军府和乌里雅苏台定边左副将军治下科布多参赞大臣，同治六年（1867年）始置布伦托海办事大臣，光绪二年（1876）改布伦托海办事大臣公署，光绪二十九年（1903年）置布伦托海屯局。光绪三十年（1904年）科布多和阿尔泰分治，县境归阿勒泰办事大臣管辖。民国元年（1912年）改阿尔泰办事大臣为阿尔泰行政长官公署。民国3年（1914年）设布伦托海民政分局。民国8年（1919年）阿尔泰特别行政区改为阿山道划归新疆省，同年设布伦托海县佐。民国10年（1921年）升格为布伦托海县，隶阿山行政公署。民国31年（1942年），改名福海县。中华人民共和国成立后隶属新疆省阿山行政专员公署。1950年，福海县人民政府成立，1955年改隶属新疆维吾尔自治区伊犁哈萨克自治州阿勒泰地区。

## 地理
福海县面积32442平方千米，县域轮廓南北狭长，地势北高南低，从北到南依次为山地、丘陵、戈壁、平原和沙漠。境内有额尔齐斯河、乌伦古湖两大水系，年平均气温8.4°C，平均年降水量108.9毫米，无霜期147天。福海县境内分布有15种中国国家一级保护动物，包括野驴、赛加羚羊、雪豹、河狸、丹顶鹤、蒙新野马，二级保护动物有马鹿、盘羊、猞猁、天鹅、北山羊等20种，野生药用植物有甘草、党参、肉苁蓉、贝母、黄连、冬虫夏草、阿魏等。列为新疆维吾尔自治区珍稀濒危保护植物有西伯利亚冷杉、云杉、胡杨、雪莲花等。1986年，新疆维吾尔自治区人民政府批准建立福海县金塔斯山地草地保护区，保护对象为草原及草原动物，地处阿尔泰山中段南坡。
福海县可利用耕地超过120万亩、天然草场3535万亩，其中可利用草场2300余万亩，水产养殖面积达170万亩，占全新疆六分之一，盛产白斑狗鱼、梭鲈等23种冷水鱼，黄金海岸景区是中国国家4A级旅游景区，海上魔鬼城景区是中国国家3A级旅游景区，境内交通干线有奎阿铁路、奎阿高速、乌福高速，国道576号、国道216号，特产旺源驼奶、阿勒泰羊等畜产品，量产瓜子、玉米等大宗农产品和中草药，顶山食葵是中国地理标志产品。福海县已探明32种矿产资源，包括能源矿产3种、金属矿产12种、非金属矿产17种，主要矿产有黄金、盐、绿柱石、石灰岩、稀土、石英砂等。探明天然气储量1053亿方、石油储量1100万吨以上。

## 行政区划
1953年，福海县人民政府废除封爵制度，全县设二区五乡。1958年4月，撤销二区机构，所辖两乡分别改称直属二乡（四克阿尕什）、直属三乡（齐干吉选），原直属乡改称直属一乡。1958年底，撒销区乡建制，组建人民公社，在原直属乡、一区、二区基础上分别组建成东风、跃进、灯塔三个人民公社。1959年6月，齐干吉迭乡成立公私合营大尾羊种羊场。12月，阿勒泰专署摇海渔场移交福海县，称福海县地方渔场。1966年，灯塔人民公社与大尾羊种羊场合并称福海牧场。1970年，专署一农场划归福海县，称福海县国营农场。1972年，批销福海县牧场，恢复灯塔人民公社、种羊场建制。1974年，福海国营农场收归专署管理，改称地区一农场。1976年，新疆生产建设兵团农十师一八二团划归福海县，称福海县第二农场，农十师渔场划归福海县，与地方渔场合并，称福海渔场。1979年，福海第二农场重归农十师，恢复一八二团名称。1981年，农十师渔场从福海渔场中析出，重归农十师管理，称兵团渔场。1984年，撒销“政社合一”的人民公社体制，建立乡政权，将原东风、灯塔、跃进三个人民公社分别改建成解特阿热勒乡、阔克阿尕什乡、喀拉玛盖乡。同年底，增设福海镇、齐干吉迭乡、阿尔达乡。1999年底，福海县直辖五乡一镇，即：解特阿热勒乡、阔克阿杂什乡、齐干吉迭乡、喀拉玛盖乡、阿尔达乡、福海镇，辖域内驻县单位有新疆生产建设兵团农十师一八二团、一八三团、一八七团、一八八团、一九〇团，自治区司法厅福海监狱，地区一农场、兵团非金属二矿。
目前福海县下辖3个镇、3个乡：
福海镇、喀拉玛盖镇、解特阿热勒镇、阔克阿尕什乡、齐干吉迭乡、阿尔达乡、阿勒泰地区一农场和福海监狱。